# Cathorops mapale
Cathorops mapale är en fiskart som beskrevs av Betancur-r. och Acero P. 2005. Cathorops mapale ingår i släktet Cathorops och familjen Ariidae. Inga underarter finns listade i Catalogue of Life.